# Lądowisko Elbląg
Lądowisko Elbląg – lądowisko sanitarne w Elblągu, w województwie warmińsko-mazurskim, należące do Wojewódzkiego Szpitala Zespolonego, znajdującego się przy ulicy Królewieckiej 146. Przystosowane jest do startów i lądowań śmigłowców zarówno w dzień jak i w nocy.
W roku 1999 zostało wpisane do ewidencji lądowisk Urzędu Lotnictwa Cywilnego pod numerem 24